# Finikaria
Finikaria (griechisch Φοινικαριά) ist eine Gemeinde im Bezirk Limassol in der Republik Zypern. Bei der Volkszählung im Jahr 2021 hatte sie 461 Einwohner.

## Lage und Umgebung

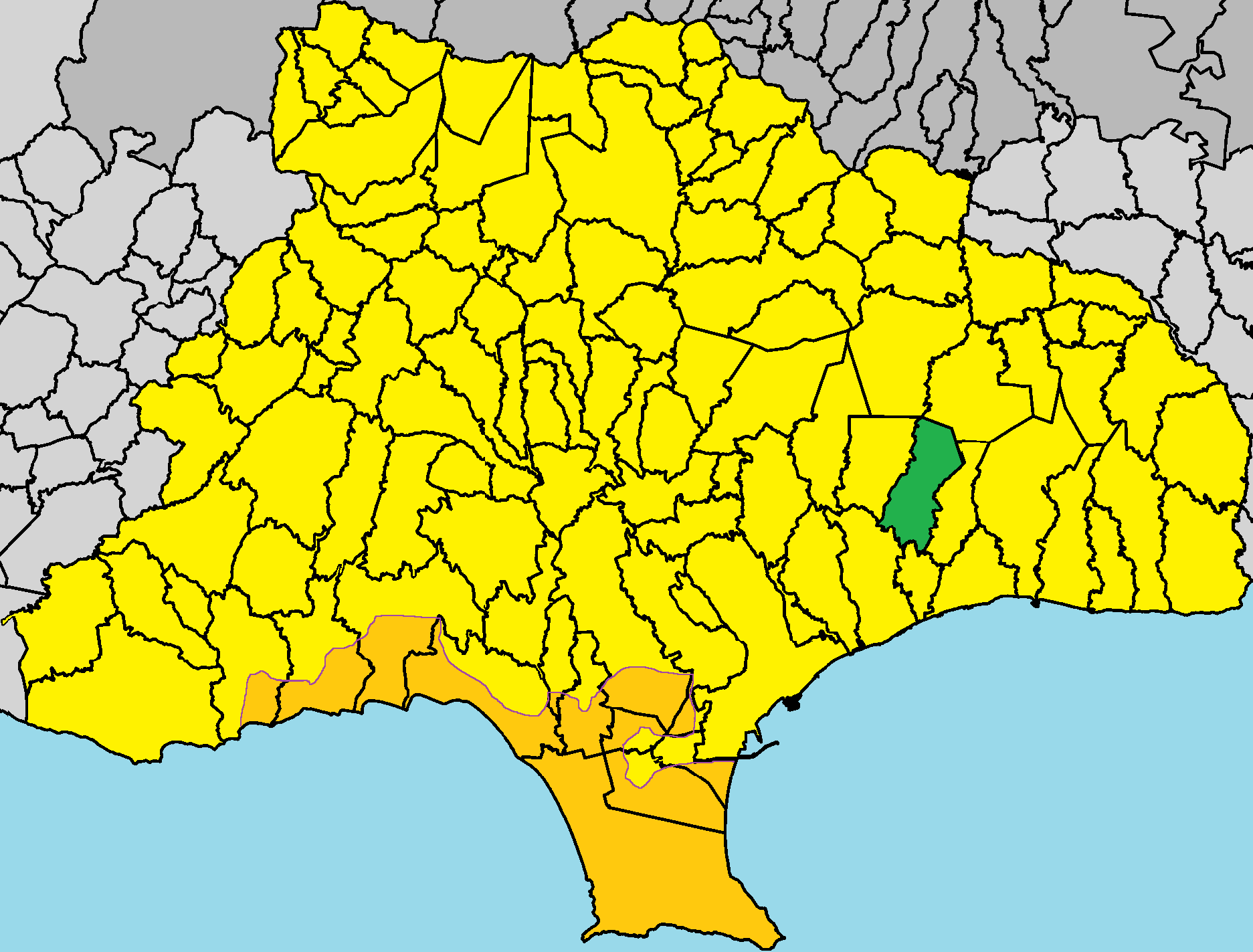
Lage im Bezirk Limassol

Finikaria liegt im Süden der Mittelmeerinsel Zypern auf einer Höhe von etwa 185 Metern, etwa 14 Kilometer von Limassol entfernt neben dem künstlichen Germasogia-Stausee. In der Umgebung werden Zitrusfrüchte, Oliven und etwas Getreide angebaut. Das Gebiet wird durch die kleinen Nebenflüsse des Flusses Germasogia geteilt. Ein großer Teil seines Verwaltungsgebietes im Norden der Siedlung wird vom Staatsforst von Limassol eingenommen. Das etwa 12 Quadratkilometer große Dorf grenzt im Süden grenzen sie an Mouttagiaka, im Südwesten an Germasogia, im Westen an Akrounda, im Norden an Prastio (Kellaki) und im Osten an Armenochori.

## Geschichte
Das Dorf existierte bereits im Mittelalter und wurde höchstwahrscheinlich seit den byzantinischen Jahren gegründet. Auf alten Karten ist sie als „Phinica“, als „Einicaria“ und auf einer Karte aus venezianischer Zeit als „Emicaria“ gekennzeichnet. Es ist jedoch nicht bekannt, ob das Dorf ein Lehnswesen einer Adelsfamilie war. Außerdem liegt das Dorf in der Nähe der antiken Stadt Amathous und es ist möglich, dass das Gebiet in der Antike zu diesem Königreich gehörte.